# 哈莉特：廢奴之戰
《哈莉特》（英語：Harriet）是2019年美国传记片，改编自废奴主义者哈莉特·塔布曼的经历。影片由卡茜·莱蒙斯执导，莱蒙斯与格雷戈里·艾伦·霍华德共同编剧，演员阵容包括饰演塔布曼的辛西娅·埃里沃、小莱斯利·奥多姆、乔·阿尔文和贾奈尔·梦内。
关于哈莉特·塔布曼的传记作品电影已经谋划多年，包括维奥拉·戴维斯在内的多位女演员谣传会出演。2017年2月，埃里沃加盟剧组，其他大多数主创人员于翌年加入。摄影于2018年10月到12月在美国弗吉尼亚州举行。
全球首映礼于2019年9月10日多伦多国际电影节举行，2019年11月1日影片登陆美国剧院，由焦点影业发行。影片获得影评人的普遍好评，埃里沃的表现获得赞许，他们认为影片有诚意但老套。因在电影中的表演，埃里沃获得奥斯卡金像奖、金球奖和美国演员工会奖的提名，而影片主题曲《站起來》获得奥斯卡最佳原创歌曲提名。

## 剧情
1840年代，蓄奴州马里兰州，阿拉明塔·“明蒂”·罗斯与自由民约翰·塔布曼新婚燕尔，但仍要与母亲和妹妹在布罗德斯农场工作，而她另外两个妹妹被卖给了南方的一位奴隶主。同为自由民的父亲去找布罗德斯先生，希望先生能像曾祖父释放明蒂的母亲哈莉特·“莉特”·罗斯和她的家人一样，给明蒂45岁时获释。虽然莉特如今已57岁，布罗德斯先生依旧认为他们永远是奴隶，并撕碎了约翰所雇律师寄出的信。布罗德斯长子基甸嘲笑敏蒂，说上帝不会关心跟祂祈祷的人是奴隶，建议她祈祷上帝带走布罗德斯先生。布罗德斯不久后去世，基甸非常担心，于是决定将明蒂卖出去，好好惩罚她。明蒂小时候撞到头后，一直饱受“咒语”的困扰，但她心中一直有着逃往自由的信念，于是这次她选择逃跑。
明蒂要丈夫约翰不要管他，担心约翰跟她一起逃跑会失去自己的自由，不过她打算之后跟他碰头。基甸追明蒂追到了一座桥上，在这里答应不会卖掉她，然而明蒂说自己要么自由要么死，直接跳进河中。明蒂本来想着自己会被淹死，但在贵格会及其他废奴主义者的帮助下，经过地下铁路来费城。在费城，她遇到打扮时髦的玛丽·布坎农，玛丽是一位自由奴隶的女儿，一出生就是自由民，现在是寄宿房的屋主。她还遇到了废奴主义作家威廉·斯蒂尔。斯蒂尔鼓励明蒂取一个新名字，明蒂于是给自己取了母亲的名字哈莉特。经过几个月在费城的生活，明蒂不顾玛丽和威廉的劝阻，回去找约翰。明蒂到了约翰的家，却发现约翰认为明蒂已经死亡，再娶了一位妻子，两人的孩子即将出生。
绝望中，哈丽特决定释放她的家人，但是妹妹有两个孩子，不会离开。之后，哈丽特会到地下铁路，在她的指挥下，有数十位奴隶重获自由。大家不知道哈丽特的真实身份，纷纷认为是摩西显灵。然而，随着《1850年逃奴追缉法》获得通过，逃到自由州的奴隶面临着会被带回去的危险。后来，基甸的奴隶主同行们告诉他摩西就是哈丽特，要他赔偿自己奴隶逃跑的损失，这下他非常恼火。基甸跟奴隶猎人比格·朗追到了费城，去找哈丽特，玛丽为了掩护哈丽特逃亡加拿大被朗杀害。
到了加拿大，哈丽特积极维持地下铁路的运作，帮助逃跑的努力到加拿大避风头，期间她的姐姐没有及时获得救助被杀害。过了一段时间，布罗德斯农场陷入财务危机，布罗德斯先生扬言要把哈丽特抓住，于是利用她的孩子当诱饵。然而，哈丽特一行人实力碾压基甸之辈，成功将布罗德斯家剩下的奴隶放走。在最后的对峙中，基甸为了要活捉哈丽特而击毙比格·朗，不过哈丽特给基甸留活路。她告诉基甸，内战到了，奴隶事业的美好前景不再。
片尾字幕显示，哈丽特仅个人通过地下铁路释放的奴隶就有70多位。到了内战时期，哈丽特到南方的联盟国当间谍，率领150位黑人士兵释放750位奴隶。

## 阵容
- 辛西娅·埃里沃 饰 阿拉明塔·“明蒂”·罗斯 / 哈莉特·塔布曼，约翰·塔布的妻子，本和莉特的女儿
- 小莱斯利·奥多姆 饰 威廉·斯蒂尔（英语：William Still），费城的废奴主义作家，负责明蒂和北方地下铁路组织的联络
- 喬·歐文 饰 基甸·布罗德斯（Gideon Brodess），伊丽莎的儿子，农场主和塔布曼之前的主人，喜欢塔布曼
- 贾奈尔·梦内 饰 玛丽·布坎农，费城一家寄宿房的屋主，塔布曼好友
- 詹妮弗·内特斯（英语：Jennifer Nettles） 饰 伊丽莎·布罗德斯（Eliza Brodess），寡妇，基甸的母亲，奴隶庄园主人
- 凡妮莎·贝尔·卡洛韦（英语：Vanessa Bell Calloway） 饰 莉特·罗斯（Rit Ross），哈莉特母亲，本的妻子
- 克拉克·彼得斯 饰 本·罗斯（Ben Ross），哈莉特的父亲，莉特的丈夫
- 亨利·亨特·霍尔（Henry Hunter Hall）饰 华特（Walter），黑奴猎手，布罗德斯农场聘请他去抓塔布曼
- 扎卡里·莫莫哈（英语：Zackary Momoh） 饰 约翰·塔布曼（John Tubman），当地自由民，哈莉特的首任丈夫
- 米切尔·霍格（Mitchell Hoog） 饰 文斯（Vince）
- 德博拉·阿约林德（Deborah Ayorinde） 饰 蕾切尔·罗斯（Rachel Ross），哈莉特的姐姐，有两个孩子
- 冯迪·柯蒂斯·霍尔（英语：Vondie Curtis-Hall） 饰 塞缪尔·格林牧师（Reverend Samuel Green），地下废奴主义者
- 奥马尔·多西（英语：Omar Dorsey） 饰 比格·朗（Bigger Long），黑奴猎手
- 多利·奇托 饰 废奴主义者弗雷德里克·道格拉斯
- 提姆·吉尼 饰 白人废奴主义者托马斯·加雷特（英语：Thomas Garrett）
- 约瑟夫·李·安德森（Joseph Lee Anderson）饰 罗伯特·罗斯（Robert Ross）
- 布莱恩·兰迪斯（Brian K. Landis）饰 马绍尔（the Marshall）
- 安东尼奥·J·贝尔（Antonio J. Bell）饰 亨利·罗斯（Henry Ross）
- 威利·雷索（Willie Raysor） 饰 亚伯拉罕（Abraham）
- 威廉·L·托马斯（William L. Thomas）饰 美国废奴主义者苏厄德参议员
- 尼克·巴斯塔（Nick Basta）饰 福斯（Fox）

## 制作
2015年，消息指维奥拉·戴维斯计划参演哈莉特·塔布曼传记片，但没有实现。影片的开发于2016年5月开始。2017年2月，辛西娅·埃里沃宣布参演塔布曼，西斯·曼导演，格雷戈里·艾伦·霍华德编剧。
后续进展于2018年9月公布，焦点影业出任新任开发商，卡茜·莱蒙斯担纲导演，小莱斯利·奥多姆、乔·阿尔文、詹妮弗·内特尔斯和克拉克·彼得斯等演员加盟剧组。在最终的剧本中，莱蒙斯和艾伦获得共同编剧的署名，同时艾伦也获得影片“故事改编自”的署名。10月，贾奈尔·梦内加入剧组。
影片于2018年10月8日开拍，拍摄持续到12月，取景地全部在弗吉尼亚州，包括里士满、保厄坦、坎伯兰、彼得斯堡和马修斯，其中查尔斯城县的柏克来种植园是片中布罗德斯庄园的取景地。

## 发行
影片全球首映礼于2019年9月10日在多伦多国际电影节举行，11月1日登陆全美影院。

## 评价

### 票房
影片北美2059家剧院上映，与《终结者：黑暗命运》、《北极正义：雷霆战队》和《布鲁克林秘案》同期竞争，首周末票房总额700到900万美元。首日票房390万（含星期四晚点映票房60万）。之后票房大盘一路走红，首周空降票房1170万，位列票房榜第四位。次周末票房740万，位列第六，第三周周末460万，位列第十。截至2019年12月，影片国内票房达4170万。

### 专业评价
烂番茄根据评论198条，打出新鲜度74%和平均分6.57/10。网站共识写道：“《哈莉特》是对美国历史中的一位关键人物的真诚致敬，不过这种态度被令人沮丧的老套路破坏了。”Metacritic根据评论40条，打出加权平均分66/100，表示“普遍好评”。影院评分观众评价“A+”，PostTrak给予平均分4.5/5，“绝对推荐度”69%。
《纽约观察家报》评论人雷克斯·里德写道：“影片用足够紧张感迎合现代的观众，用足够低调的情节运动让影片不落入传记片的传统轨迹，制造兴趣点的同时，也保留了致敬元素。影片算不上是一部伟大的内战史诗片，但有足够的基础，辛西娅·埃里沃果敢坚定的表演是了不起的成就。”《芝加哥太阳报》评论人理查德·罗珀赞扬埃里沃的表演“有信服力”、“强有力”，欣赏莱蒙斯对故事的处理：“（塔布曼）用快节奏、快切风格，将老掉牙的历史小说打造了的悲惨救援任务。”
部分影评人的评价不那么正面。IndieWire的埃里克·科恩（Eric Kohn）给予“B–”评价：“《哈莉特》并没有尝试重塑这部传记片，而是依靠不断成长的银幕才女辛西娅·埃里沃的凄美转身作为中心点，用约翰·托尔的摄影和特伦斯·布兰查德的欢快配乐共同营造的华丽背景加以衬托。身为一部感性的致敬作品，影片很难超越观众的期待——不过埃里沃的表演给往日时光构成的素材营造了明显的紧迫感。”《综艺》评论人欧文·格里伯曼写道：“辛西娅·埃里沃扮演了悲愤的逃跑奴隶哈丽特·塔布曼，但是卡茜·莱蒙斯的其他传记片比改编作品还要来得忠实。”

## 奖项
| 奖项提名一览表             | 奖项提名一览表 | 奖项提名一览表 | 奖项提名一览表                 | 奖项提名一览表 |
| 大奖 / 电影节              | 年份           | 获得者 | 提名                           | 结果           |
| -------------------------- | -------------- | --- | ------------------------------ | -------------- |
| 美国退休人员协会成人电影奖 | 2020           | 卡茜·莱蒙斯 | 最佳编剧                       | 提名           |
| 美国退休人员协会成人电影奖 | 2020           | 《哈莉特》 | 最佳时间胶囊                   | 獲獎           |
| 奧斯卡金像獎               | 2020           | 辛西娅·埃里沃 | 最佳女主角                     | 待定           |
| 奧斯卡金像獎               | 2020           | 《Stand Up》（乔舒亚·布莱恩·坎贝尔（Joshuah Brian Campbell）和辛西娅·埃里沃演唱）                                               | 最佳原创歌曲                   | 待定           |
| 非裔美國影評人協會         | 2019           | 《哈莉特》 | 年度十佳电影                   | 獲獎           |
| 黑人影评人协会奖           | 2019           | 《哈莉特》 | 最佳影片                       | 提名           |
| 黑人影评人协会奖           | 2019           | 卡茜·莱蒙斯 | 最佳导演                       | 獲獎           |
| 黑胶卷奖                   | 2020           | 辛西娅·埃里沃 | 最佳女主角                     | 獲獎           |
| 黑胶卷奖                   | 2020           | 贾奈尔·梦内 | 最佳女配角                     | 提名           |
| 黑胶卷奖                   | 2020           | 卡茜·莱蒙斯 | 最佳导演                       | 提名           |
| 黑胶卷奖                   | 2020           | 约翰·托儿 | 最佳摄影                       | 提名           |
| 黑胶卷奖                   | 2020           | 保罗·塔兹韦尔 | 最佳服装设计                   | 提名           |
| 黑胶卷奖                   | 2020           | 沃伦·艾伦·杨（Warren Alan Young）                                                                                               | 最佳布景                       | 提名           |
| 美国选角导演协会奖         | 2020           | 金·科尔曼（Kim Coleman）、埃丽卡·阿沃尔德（Erica Arvold）、安妮·查普曼（Anne Chapman）和梅根·阿波斯托莱斯（Meghan Apostoles）   | 最佳工作室或独立剧情片选角导演 | 提名           |
| 芝加哥独立影评人奖         | 2020           | 《Stand Up》（乔舒亚·布莱恩·坎贝尔（Joshuah Brian Campbell）和辛西娅·埃里沃演唱）                                               | 最佳原创歌曲                   | 提名           |
| 评论家选择电影奖           | 2020           | 辛西娅·埃里沃 | 最佳女主角                     | 提名           |
| 评论家选择电影奖           | 2020           | 《Stand Up》（乔舒亚·布莱恩·坎贝尔（Joshuah Brian Campbell）和辛西娅·埃里沃演唱）                                               | 最佳歌曲                       | 提名           |
| 丹佛影评人协会奖           | 2020           | 《Stand Up》（乔舒亚·布莱恩·坎贝尔（Joshuah Brian Campbell）和辛西娅·埃里沃演唱）                                               | 最佳原创歌曲                   | 提名           |
| 乔治亚影评人协会奖         | 2020           | 《Stand Up》（乔舒亚·布莱恩·坎贝尔（Joshuah Brian Campbell）和辛西娅·埃里沃演唱）                                               | 最佳原创歌曲                   | 提名           |
| 金德比奖                   | 2020           | 《Stand Up》（乔舒亚·布莱恩·坎贝尔（Joshuah Brian Campbell）和辛西娅·埃里沃演唱）                                               | 最佳歌曲                       | 提名           |
| 金球奖                     | 2020           | 辛西娅·埃里沃 | 剧情类电影最佳女主角           | 提名           |
| 金球奖                     | 2020           | 《Stand Up》（乔舒亚·布莱恩·坎贝尔（Joshuah Brian Campbell）和辛西娅·埃里沃演唱）                                               | 最佳原创歌曲                   | 提名           |
| 夏威夷影评人协会           | 2020           | 《Stand Up》（乔舒亚·布莱恩·坎贝尔（Joshuah Brian Campbell）和辛西娅·埃里沃演唱）                                               | 最佳歌曲                       | 提名           |
| 哈特兰电影节               | 2019           | 《哈莉特》 | 真正动人电影奖                 | 獲獎           |
| 好莱坞电影奖               | 2019           | 辛西娅·埃里沃 | 突破表现女演员                 | 獲獎           |
| 好莱坞媒体音乐奖           | 2019           | 特伦斯·布兰查德 | 最佳影片配乐                   | 提名           |
| 好莱坞媒体音乐奖           | 2019           | 《Stand Up》（乔舒亚·布莱恩·坎贝尔（Joshuah Brian Campbell）和辛西娅·埃里沃演唱）                                               | 最佳电影原创歌曲               | 獲獎           |
| 休斯敦影评人协会           | 2020           | 《Stand Up》（乔舒亚·布莱恩·坎贝尔（Joshuah Brian Campbell）和辛西娅·埃里沃演唱）                                               | 最佳原创歌曲                   | 提名           |
| 拉美娱乐记者协会电影奖     | 2020           | 《Stand Up》（作词作曲：布鲁斯·查奴（Bruce Channel）、瑞奇·雷·雷克托（Ricky Ray Rector）、桑尼·瑟克莫顿（Sonny Throckmorton）） | 最佳电影歌曲创作               | 提名           |
| 拉斯维加斯影评人协会       | 2019           | 《Stand Up》（作词作曲：布鲁斯·查奴（Bruce Channel）、瑞奇·雷·雷克托（Ricky Ray Rector）、桑尼·瑟克莫顿（Sonny Throckmorton）） | 最佳歌曲                       | 獲獎           |
| 伦敦影评人协会奖           | 2020           | 辛西娅·埃里沃 | 最佳英国/爱尔兰女演员          | 獲獎           |
| 磨坊谷电影节               | 2019           | 卡茜·莱蒙斯 | 惊喜奖                         | 獲獎           |
| 音乐城影评人协会奖         | 2020           | 《Stand Up》（作词作曲：布鲁斯·查奴（Bruce Channel）、瑞奇·雷·雷克托（Ricky Ray Rector）、桑尼·瑟克莫顿（Sonny Throckmorton）） | 最佳歌曲                       | 提名           |
| 电影指南奖                 | 2020           | 《哈莉特》 | 最佳成年人电影                 | 提名           |
| 电影指南奖                 | 2020           | 《哈莉特》 | 顿悟励志电影奖                 | 提名           |
| 电影指南奖                 | 2020           | 《哈莉特》 | 信仰与自由电影奖               | 獲獎           |
| 电影指南奖                 | 2020           | 辛西娅·埃里沃 | 恩典电影奖                     | 提名           |
| 有色人种进步协会形象奖     | 2020           | 《哈莉特》 | 最佳电影                       | 待定           |
| 有色人种进步协会形象奖     | 2020           | 《哈莉特》 | 最佳电影群体演出               | 待定           |
| 有色人种进步协会形象奖     | 2020           | 辛西娅·埃里沃 | 最佳电影女主角                 | 待定           |
| 有色人种进步协会形象奖     | 2020           | 辛西娅·埃里沃 | 最突破电影表演                 | 待定           |
| 有色人种进步协会形象奖     | 2020           | 小莱斯利·奥多姆 | 最佳电影男配角                 | 待定           |
| 有色人种进步协会形象奖     | 2020           | 贾奈尔·梦内 | 最佳电影女配角                 | 待定           |
| 有色人种进步协会形象奖     | 2020           | 卡茜·莱蒙斯 | 最佳电影导演                   | 待定           |
| 有色人种进步协会形象奖     | 2020           | 卡茜·莱蒙斯和格雷戈里·艾伦·霍华德                                                                                               | 最佳导演编剧                   | 待定           |
| 有色人种进步协会形象奖     | 2020           | 《哈莉特（原创电影原声带）》（特伦斯·布兰查德谱曲）                                                                             | 最佳原声带/歌曲合辑            | 待定           |
| 有色人种进步协会形象奖     | 2020           | 《Stand Up》（乔舒亚·布莱恩·坎贝尔（Joshuah Brian Campbell）和辛西娅·埃里沃演唱）                                               | 最佳传统歌曲                   | 待定           |
| 棕榈泉国际电影节           | 2020           | 辛西娅·埃里沃 | 最突破表演                     | 獲獎           |
| 费城影评人协会奖           | 2019           | 《哈莉特》 | 伊莱恩·梅奖                    | 獲獎           |
| 圣芭芭拉国际电影节         | 2020           | 辛西娅·埃里沃 | 维塔索奖                       | 獲獎           |
| 卫星奖                     | 2020           | 辛西娅·埃里沃 | 最佳电影女主角                 | 提名           |
| 卫星奖                     | 2020           | 特伦斯·布兰查德 | 最佳原创配乐                   | 提名           |
| 美国演员工会奖             | 2020           | 辛西娅·埃里沃 | 最佳女主角                     | 提名           |
| 作曲人和作词人协会奖       | 2019           | 《Stand Up》（乔舒亚·布莱恩·坎贝尔（Joshuah Brian Campbell）和辛西娅·埃里沃演唱）                                               | 最佳视觉媒体原创歌曲           | 獲獎           |
| 圣路易斯影评人协会奖       | 2020           | 辛西娅·埃里沃 | 最佳女主角                     | 提名           |
| 女性影评人协会奖           | 2019           | 辛西娅·埃里沃 | 最佳女主角                     | 獲獎           |
| 女性影评人协会奖           | 2019           | 辛西娅·埃里沃 | 最佳动作英雄片女主角           | 獲獎           |
| 女性影评人协会奖           | 2019           | 贾奈尔·梦内 | 隐形女性奖                     | 獲獎           |
| 女性影评人协会奖           | 2019           | 卡茜·莱蒙斯 | 最佳女性电影奖                 | 獲獎           |
| 女性影评人协会奖           | 2019           | 《哈莉特》 | 约瑟芬·贝克奖                  | 獲獎           |
| 女性影评人协会奖           | 2019           | 《哈莉特》 | 凯伦·莫利奖                    | 獲獎           |
| 女性形象网奖               | 2020           | 辛西娅·埃里沃 | 最佳女主角                     | 提名           |
| 女性形象网奖               | 2020           | 卡茜·莱蒙斯 | 最佳电影女导演                 | 獲獎           |